# Operacja Zima ’94
Operacja Zima ’94 (serb.-chorw. Operacija Zima '94 / Операција Зима 94, ang. Operation Winter '94) – połączona operacja wojskowa sił Armii Chorwackiej (HV) i Chorwackiej Rady Obrony (HVO); przeprowadzona między 29 listopada a 24 grudnia 1994 r., w rejonie doliny Livanjsko Polje, w południowo-zachodniej Bośni.

## Preludium

### Kryzys w Bihaću
W listopadzie 1994 r. znacznie pogorszyła się sytuacja w strefie bezpieczeństwa Bihać, gdzie w oblężeniu walczył 5. Korpus Armii BiH z serbskimi siłami VRS / SVK. Serbowie posuwali się cały czas do przodu, a oddziały bośniackie znajdowały się w coraz gorszym położeniu. Upadku strefy bezpieczeństwa obawiały się kraje zachodnie i rząd chorwacki. Bihać był strategicznie istotny, ponieważ rozdzielał Republikę Serbską (RS) i Republikę Serbskiej Krajiny (RSK) na długości 118 km oraz był jedyną przeszkodą dla Serbów do utworzenia bezpośredniego połączenia kolejowego Belgrad–Banja Luka–Knin. Upadek Bihaća wiązałby się z rozbiciem walczącego w tym rejonie 5. Korpusu Armii BiH, pozwoliłby SVK i VRS umocnić swoje pozycje w zachodniej Bośni oraz de facto umożliwiłoby zjednoczenie RS i RSK. W takim wypadku 5. Korpus Armii BiH nie mógłby już zagrażać tyłom SVK przy potencjalnym ataku Chorwatów na Republikę Serbskiej Krajiny, co uczyniłoby go znacznie trudniejszym.

### Reakcja Chorwacji
Chorwaci rozważali wsparcie enklawy przez wywarcie nacisku w rejonie Okučani i Kninu, w celu rozciągnięcia sił serbskich, lub przedarcie się przez Slunj i bezpośrednią pomoc Bośniakom. W międzyczasie, 3 listopada 1994 r., w ramach Operacji Cincar, Armia BiH oraz jednostki HVO odbiły miasto Kupres i większość płaskowyżu Kupres, co otworzyło nowy potencjalny wektor ataku dla Chorwatów. Zagrzeb wysłał pierwsze ostrzeżenia Serbom w dniach 10 i 14 listopada, komunikując, że rozważa interwencję zbrojną w przypadku, gdyby Bihać był bliski upadku. Presja dyplomatyczna USA, aby nie rozszerzać wojny, przekonała Chorwatów do powstrzymania się przed spełnieniem zapowiedzi bezpośredniego ataku na RSK. Ostatecznie zdecydowano się wykorzystać sukces Operacji Cincar i przekazać Bihaćowi pośrednią pomoc poprzez połączony atak sił HV i HVO na serbskie pozycje w rejonie Livanjsko Polje i gór Dinara. Gen. Ante Gotovina (dowódca Korpusu Split) zaplanował operację Zima ’94 mającą na celu: 
- pośrednie zmniejszenia nacisku na Bihać ze strony serbskiej, która byłaby zmuszona przerzucić dodatkowe siły w rejon chorwackiej operacji
- w górach Dinara – zniszczenie i odepchnięcie nieprzyjaciela z linii Donji Rujani–Maglaj w kierunku Povirusha–Troglav, a tym samym eliminację zagrożenia możliwym atakiem z flanki z kierunku Rujani–Sinj
- na wschód od Livanjsko Polje, tj. z kierunku Čelebić–Radanovci–Bogdaši – wypchnięcie sił nieprzyjaciela ze wschodniej krawędzi Livanjsko Polje, ograniczenie ich swobody manewru oraz zabezpieczenie prawej flanki chorwackiej wzdłuż ofensywy na góry Dinara
- stopniowe rozwinięcie chorwackich pozycji wzdłuż podstawowych kierunków komunikacji na wschód i zachód od Livanjsko Polje; zapewnienie swobody ruchów sił chorwackich przez Livanjsko Polje, rozdzielając siły nieprzyjaciela między góry Dinara a Staretina.

Zadanie bojowe, szacowane na 10–15 dni, miało przebiegać wzdłuż 4 kierunków operacyjnych:
- góra Kujača – Zima-1 (HVO)
- góry Korićina–Velika Golija – Zima-2 (HVO)
- wioska Čelebić – Zima-3 (HVO)
- góry Dinara – Zima-4 (HV)

29 listopada rozpoczęła się operacja Zima ’94. Dwa dni później, 1 grudnia, chorwacki minister obrony, Gojko Šušak, ponownie ostrzegł, że Chorwaci zainterweniują bezpośrednio przeciwko RSK w razie „jeżeli Chorwacja oceni, że Bihać upadnie”. Ani rozpoczęcie chorwackiej operacji ani wysyłane ostrzeżenia nie dały pożądanego efektu – Serbowie nie zaprzestali ofensywy na Bihać. 

## Siły

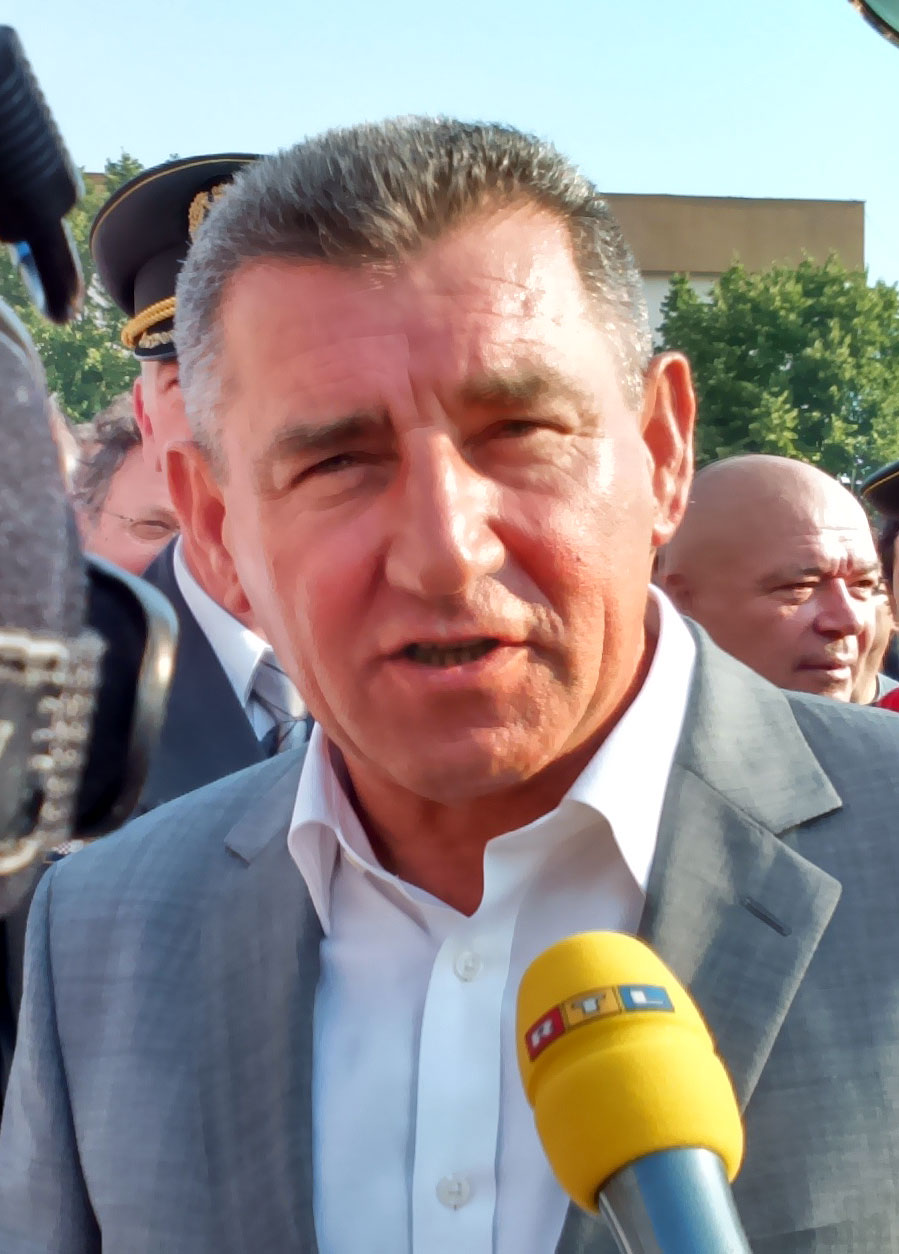
Gen. Ante Gotovina – Hrvatska Vojska

### Siły chorwackie
Nominalnie pieczę nad operacją sprawował sztab generalny HVO i generał HVO – Tihomir Blaškić, ponieważ obecność HV w tym czasie na obszarze Republiki Bośni i Hercegowiny była nielegalna i utrzymywana w ścisłej tajemnicy. HV wystawiło do walki Korpus Split (w Grupie Operacyjnej "Livno"), dowodzony przez gen. Ante Gotovinę, w którym zaangażowanych mogło być nawet 9 tys. żołnierzy, jednak z powodu rotacji, w jednym momencie w akcji brało ich udział ok. 3–4 tys. Siły HVO, w Grupie Operacyjnej "Kupres", liczyły ok. 2–3 tys. żołnierzy. Nie wszystkie jednostki walczyły od początku; kolejne siły były stopniowo wprowadzane do ofensywy, gdzie powiększały obszar operacji, zabezpieczały flanki oraz brały udział w działaniach obronnych. W operacji walczył również IX Batalion „Rafael Vitez Boban“ Chorwackich Sił Obrony (HOS) – formacji paramilitarnej. Istotne wsparcie logistyczne zapewniły śmigłowce Chorwackich Sił Powietrznych z bazy w Divulje. Lotnictwo w trudnych warunkach terenowych i pogodowych transportowało żołnierzy, domy prefabrykowane, żywność, środki medyczne i rannych.  
| Korpus       | Jednostka                          | Uwagi                                    |
| ------------ | ---------------------------------- | ---------------------------------------- |
| Korpus Split | 1. Chorwacka Gwardyjska Brygada    | chorw. 1. hrvatski gardijski zdrug – HGZ |
| Korpus Split | 4. Gwardyjska Brygada              | niektóre bataliony                       |
| Korpus Split | 5. Gwardyjska Brygada              | niektóre bataliony                       |
| Korpus Split | 7. Gwardyjska Brygada              | niektóre bataliony                       |
| Korpus Split | 113. Brygada                       |                                          |
| Korpus Split | 114. Brygada Piechoty              | niektóre kompanie                        |
| Korpus Split | 6. Pułk Domobranów                 |                                          |
| Korpus Split | 126. Pułk Domobranów               |                                          |
| Korpus Split | 40. Batalion Inżynieryjny          |                                          |
| Korpus Split | 72. Batalion Żandarmerii Wojskowej | grupa antyterrorystyczna                 |
| Korpus Split | 14. Dywizjon Artylerii             |                                          |

| Korpus              | Jednostka                                                                 | Uwagi                                   |
| ------------------- | ------------------------------------------------------------------------- | --------------------------------------- |
| Korpus Tomislavgrad | 1. Gwardyjska Brygada                                                     |                                         |
| Korpus Tomislavgrad | 2. Gwardyjska Brygada                                                     |                                         |
| Korpus Tomislavgrad | 3. Gwardyjska Brygada                                                     |                                         |
| Korpus Tomislavgrad | 22. Oddział Dywersyjny                                                    |                                         |
| Korpus Tomislavgrad | 55. Pułk Domobranów                                                       |                                         |
| Korpus Tomislavgrad | 79. Pułk Domobranów                                                       |                                         |
| Korpus Tomislavgrad | 80. Pułk Domobranów                                                       |                                         |
| Korpus Tomislavgrad | 60. Gwardyjski Batalion "Ludvig Pavlović"                                 |                                         |
| Inne                | Jednostka Specjalna Policji Chorwackiej Republiki Herceg-Bośni – "Gavran" | chorw. Udruga Specijalne Policije HR-HB |

### Siły serbskie
Siły serbskie, dowodzone przez gen. Radivoja Tomanića, składały z ok. 3500 żołnierzy rozmieszczonych na 55 km frontu z 2. Korpusu Krajina VRS.
| Korpus            | Jednostka                   | Uwagi                      |
| ----------------- | --------------------------- | -------------------------- |
| 2. Korpus Krajina | 5. Brygada Lekkiej Piechoty | w rejonie Glamoč           |
| 2. Korpus Krajina | 9. Brygada Lekkiej Piechoty | w rejonie Bosansko Grahovo |

## Przebieg

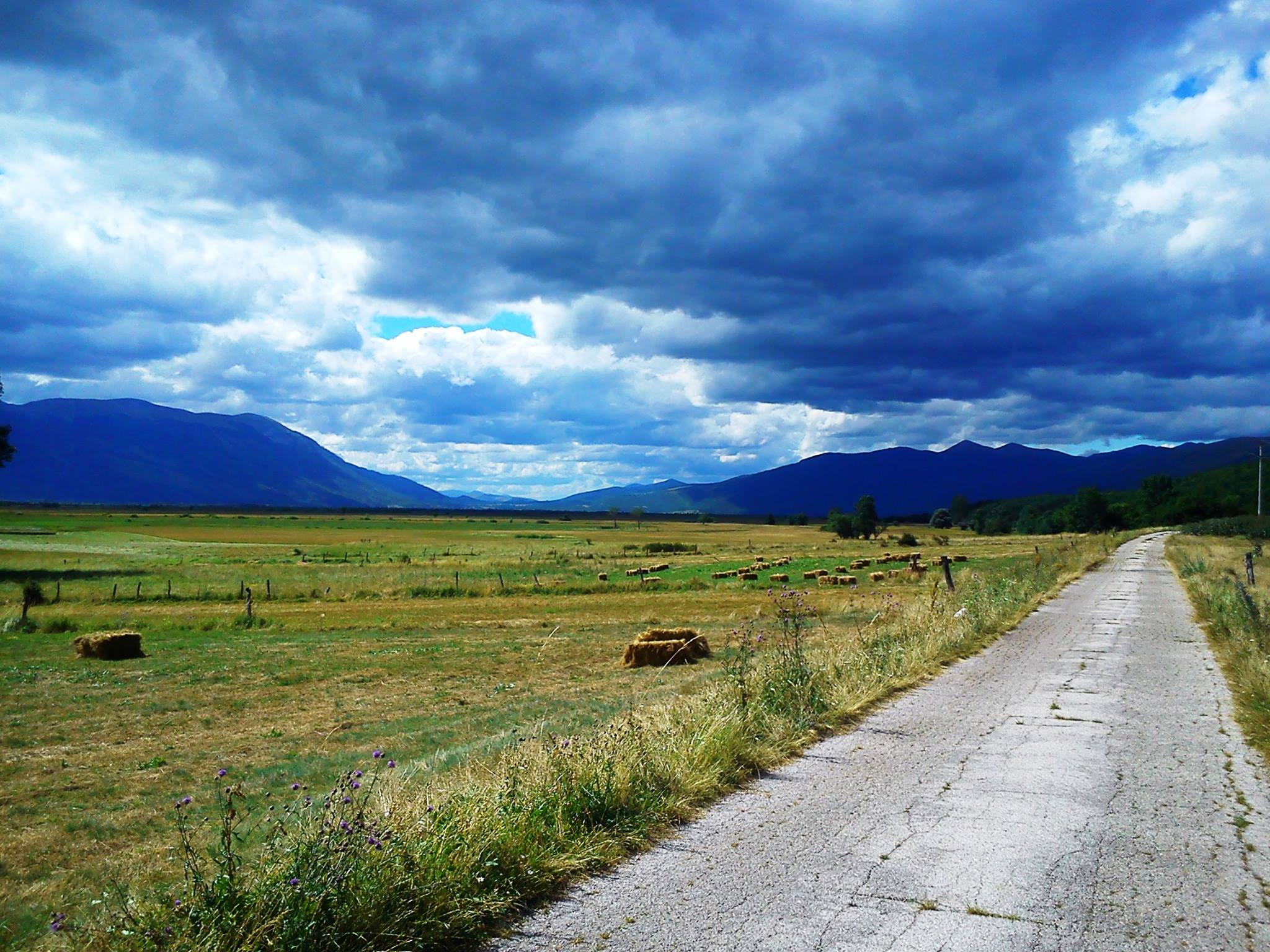
Dolina Livanjsko Polje

Jeszcze przed operacją 4. Gwardyjska Brygada przejęła obszar działania 126. Pułku Domobranów, co dodatkowo zwiększyło bezpieczeństwo miasta Sinj i trasy Sinj–Split, jako potencjalnego kierunku wrogich działań. Atak rozpoczął się po południu 29 listopada, w bardzo wymagających warunkach terenowych i pogodowych (2–3 metrowe zaspy i temperatury dochodzące do -30 °C). Siedem grup bojowych 126. Pułku Domobranów rozpoczęło przenikanie za linię VSK w górach Dinara (wzdłuż granicy chorwacko-bośniackiej), w celu uzyskania przewagi taktycznej poprzez wykorzystanie elementu zaskoczenia i zajęcie tylu wzniesień kontrolowanych przez wroga ile zdołają. Ich zadanie, realizowane 29 i 30 listopada, zakończyło się ograniczonym sukcesem (głównie z powodu ekstremalnych warunków pogodowych), choć uważa się, że i tak było to niezwykle istotne dla późniejszego ataku frontalnego i bocznego.  
Po wykonaniu zadania przez jednostki domobranów i rezerwistów, 30 listopada, do ataku w rejonie zachodniego brzegu doliny ruszyła 114. Brygada Piechoty i rozpoczęła się frontalna ofensywa 126. Pułku Domobranów. Kolejne jednostki były włączane sukcesywnie: 3 grudnia – 4. Gwardyjska Brygada HV, 4 grudnia – 80. Pułk Domobranów HVO, 6 grudnia – 7. Gwardyjska Brygada HV. Do 7 grudnia nastąpiła stabilizacja pola bitwy w rejonie gór Dinara, wtedy też rozpoczęła się ofensywa po wschodniej stronie Livanjsko Polje z udziałem 5. Gwardyjskiej Brygady HV, 1. HGZ, 22. Oddziału Dywersyjnego HVO i Jednostki Specjalnej Policji "Gavran". 7 i 8 grudnia siły chorwackie z sukcesem przejęły kontrolę nad rozległym terenem wzdłuż wschodniej flanki Livanjsko Polje. W pierwszych dniach ofensywy generał SVK usiłował wesprzeć 9. Brygadę Lekkiej Piechoty VRS niewielkimi siłami z 7. Korpusu Północnodalmatyńskiego SVK i odeprzeć Chorwatów z powrotem na pozycje początkowe, jednak próby nie powiodły się.   

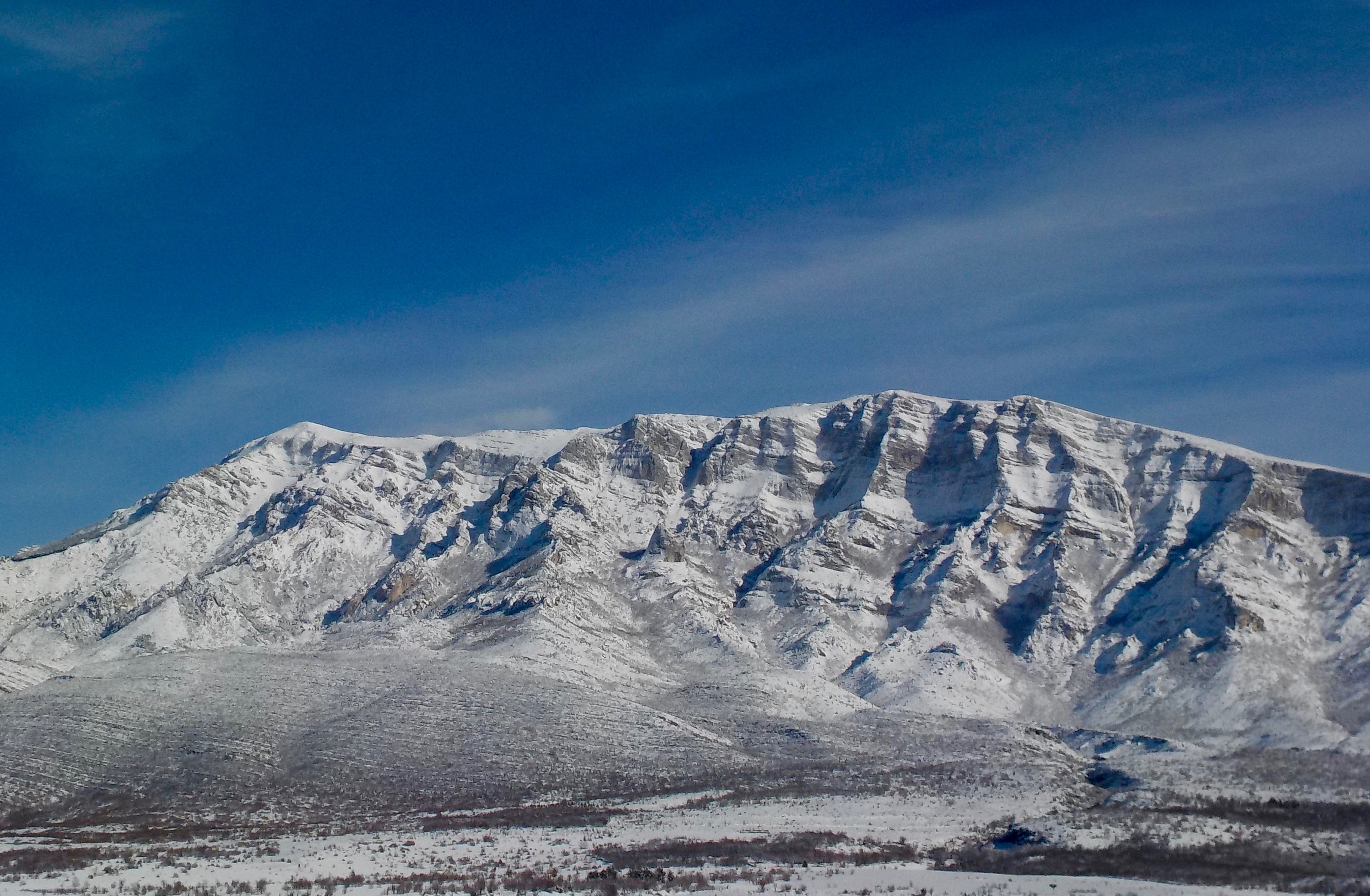
Góry Dinara

Oddziały w górach Dinara wdarły się na ok. 10–12 kilometrów w głąb pozycji VRS. Jednak na dalekim południowym wschodzie, w rejonie Glamočy, osamotnione jednostki HVO nie były w stanie zdobyć żadnego znaczącego terenu wobec zaciekłej obrony VRS. W ciągu następnych dwóch tygodni, gdy Grupa Operacyjna HV "Livno" utrzymywała presję, a odporność VRS, pomimo wzmocnień z sąsiednich jednostek SVK po drugiej stronie granicy, słabła.  
Siły VRS podjęły nieudane próby kontrataków w kilku punktach, m.in. 10 grudnia w górach Dinara, odzyskując kontrolę nad kilkoma mniejszymi pozycjami. Chorwaci jednak utrzymali impet i 12 grudnia jednostki 7. Gwardyjskiej Brygady zajęły nowe pozycje. Wkrótce do działań dołączyła 4. i 5. Gwardyjska Brygada. W późniejszym okresie, do 24 grudnia, nastąpiły jedynie niewielkie postępy taktyczne na polu walki. Po kilku lokalnych kontratakach, mających na celu utrzymanie pozycji w środkowym odcinku Livanjsko Polje, Serbowie wycofali się na lepsze pozycje wzdłuż północnego brzegu doliny. Operacja zakończyła się sukcesem Chorwatów.  
Z powodu licznych wygranych batalii przez Chorwatów, w szczególności zajęcia wsi Grkovci, zdecydowano o przeniesieniu sił VRS z innych obszarów, w tym z rejonu Bihaća, w kierunku Bosansko Grahovo i Glamočy. W ciężkiej śnieżycy, pod koniec grudnia, dwie brygady VRS i dwa bataliony z 1. Korpusu Krajina, Hercegowina i Wschodnia Bośnia zostały rozmieszczone w rejonie Bosansko Grahovo–Glamoč. Przybycie wsparcia zahamowało panikę i ewakuację ludności, szczególnie z obszaru Glamočy. Po otrzymaniu posiłków siły serbskie próbowały dokonać kontrataku w celu wyparcia Chorwatów ze wsi Sajković i Čelebić. Relatywnie częste ataki odznaczały się jednak niską intensywnością, co przekładało się na ich niską efektywność. Serbom nie udało się odzyskać terenów.  

## Rezultat
Chorwaci, podczas trwającej 27 dni operacji, przejęli obszar o szerokości 10 i głębokości 20 km – zajmując łącznie 200 km². Serbowie zostali wyparci do linii: Zeleno Brdo–Škašin Vrh–Bat–Točila–Grkovci–podnóże góry Mali Orlovac–Orlovac–wioska Nuglašica–Talijanov Vrh–Pitoma Kosa–Tavanak. Pod kontrolą HV i HVO znalazła się znaczna część doliny Livanjsko Polje i gór Dinara. Operacja pozwoliła również na uzyskanie pośredniego dostępu do Kninu – stolicy RSK. Zajęte pozycje zapewniły chorwackiej armii dużą przewagę pod względem taktycznym i operacyjnym nad Serbami oraz otworzyły drogę do dalszych operacji w końcowej fazie wojny, tj. Skok-1, Błyskawica, Skok-2, Lato ’95, Burza, Mistral i Ruch Południowy.  
Rozdysponowanie dodatkowych sił VRS w rejonie Grahovo–Glamoč było dla serbskich przywódców wysoce niekorzystne, ponieważ osłabiało ofensywę na Bihać. Według pogłosek krążących wśród żołnierzy VRS, ofensywa została wstrzymana do czasu opanowania sytuacji w rejonie Grahovo–Glamoč, lecz później miała być kontynuowana. Operacja Zima ’94 w istotny sposób przyczyniła się do ocalenia enklawy Bihać, gdyż od tej pory Serbowie musieli utrzymywać większe siły w rejonie stolicy RSK – Kninu.  